# The Empty Man
The Empty Man es una película de suspenso de terror sobrenatural de 2020 escrita, dirigida y editada por David Prior, basada en la novela gráfica del mismo nombre de Cullen Bunn y Vanesa R. Del Rey publicada por Boom! Estudios. La película está protagonizada por James Badge Dale, Marin Ireland, Stephen Root, Ron Canada, Robert Aramayo, Joel Courtney y Sasha Frolova.
La película fue estrenada en cines en los Estados Unidos el 23 de octubre de 2020 por 20th Century Studios.

## Argumento
En el Valle de Ura, Bután en 1995; cuatro amigos: Greg, Fiona, Ruthie y Paul van de excursión a una montaña. Paul oye que algo lo llama y cae en una grieta mientras investiga. Greg encuentra a Paul en un estado catatónico, mirando un extraño esqueleto. El grupo saca a Paul y Greg lo lleva a un refugio en una casa vacía cuando llega una tormenta de nieve. Al día siguiente, Ruthie se encuentra con una figura extraña afuera. Esa noche, Paul le susurra algo al oído a Ruthie. Al día siguiente, Paul desaparece. El grupo lo encuentra en la nieve junto al puente que cruzaron. Ruthie se aturde antes de apuñalar a Greg y rebanar la garganta de Fiona y arrojar sus cuerpos por el acantilado. Ella comparte una mirada fascinada con Paul antes de tirarse también.
En 2018, el ex detective James Lasombra trabaja en una tienda de seguridad y está de duelo por la muerte de su esposa Allison y su hijo Henry, que fallecieron en un accidente automovilístico hace un año. Él es amigo de una mujer local llamada Nora, la pareja se alarma cuando la hija de Nora, Amanda, aparentemente se escapa. James y Nora encuentran un mensaje escrito con sangre en el baño que dice "The Empty Man me obligó a hacerlo". La policía inicia una investigación. James localiza a la amiga de Amanda, Devara, y la interroga.
Devara revela que hace un par de noches, Amanda animó a sus amigos Brandon, Lisa, Julianne, Meyer y Duncan a invocar a The Empty Man, una leyenda local. Amanda afirma que el primer día escucharían a The Empty Man, el segundo día lo verían y al tercer día los encontrará. Hacen el ritual y Devara ve a Amanda susurrando algo al oído de Brandon. James no puede localizar al resto de los amigos de Amanda e investiga el puente en el que estaban. Sopla en la botella que usaron para convocar a The Empty Man antes de encontrar los cuerpos ahorcados de Brandon, Lisa, Julianne, Meyer y Duncan con el mismo mensaje escrito que se encontró en la casa de Amanda, "The Empty Man me obligó a hacerlo".
La policía recupera los cuerpos de los adolescentes. Esa noche, Devara es atacada por The Empty Man, quien la mata con un par de tijeras y hace que parezca que se suicidó. James investiga y se entera de un culto llamado "Pontifex Institute" que tiene creencias que se originan en lugares como Bután. Esa noche, oye a The Empty Man y tiene pesadillas. Al otro día, viaja al instituto y participa en una charla del líder de la secta, Arthur Parsons. Hablando con Parsons, James está alarmado por las referencias del líder a The Empty Man, alegando que es una entidad que proporciona a sus seguidores lo que quieren siempre que cumplan sus órdenes.
James comienza a ver a The Empty Man. Sigue a miembros de la secta e investiga una cabaña en el bosque donde encuentra archivos sobre Amanda, sus amigos, Paul de la expedición a la montaña e incluso, él mismo. También es testigo del culto, que realiza un ritual de fuego. Es descubierto y perseguido por el culto, pero logra escapar. Informa a la policía, que no puede hacer nada por falta de pruebas. James sospecha que Amanda ahora es miembro del culto e informa a Nora que no está a salvo. Lleva a Nora a un hotel para esconderse. Se revela que la pareja estaba teniendo una aventura y él estaba con Nora cuando Allison y Henry murieron.
Al sufrir un aumento de alucinaciones, James embosca al miembro de la secta, Garrett, y le pregunta qué está sucediendo. Garrett afirma que hay un hombre en el hospital por el cual The Empty Man se comunica con la secta. James se apresura al hospital y descubre que el hombre es en realidad Paul, que está en estado de coma y es visitado regularmente por miembros de la secta para recibir mensajes de The Empty Man. Encuentra a Amanda en la habitación del hospital de Paul y ella le explica que Paul se está muriendo por la tensión de tener a The Empty Man en él y que el culto necesita un nuevo portador. James llama a Nora, pero esta no tiene idea de quién es. Amanda revela que James es una tulpa, un nuevo recipiente para The Empty Man, que es una pizarra en blanco con todos sus recuerdos y relaciones creadas por el culto. Nunca existió más allá del período de tiempo desde el que la audiencia lo conoció.
The Empty Man posee a James y lo lleva a un mundo de ensueño donde se apodera por completo de su cuerpo. El poseído James ejecuta a Paul antes de salir de la habitación del hospital donde los miembros del culto se inclinan ante él como el nuevo Empty Man.

## Reparto
- James Badge Dale como James Lasombra
- Marin Ireland como Nora Quail
- Stephen Root como Arthur Parsons
- Ron Canada como Detective Villiers
- Robert Aramayo como Garrett
- Joel Courtney como Brandon Maibum
- Sasha Frolova como Amanda Quail
- Samantha Logan como Davara Walsh
- Aaron Poole como Paul
- Adam Ferguson como El Tulpa
- Owen Teague como Duncan West
- Evan Jonigkeit como Greg
- Tanya van Graan como Allison Lasombra
- Robert Coutts como The Empty Man

## Producción

### Desarrollo
El 9 de febrero de 2016, se anunció que 20th Century Fox adquirió la novela gráfica The Empty Man de Boom! Studios para un largometraje, con David Prior contratado para escribir y dirigir la película. La película de suspenso sobrenatural sería producida por Ross Richie y Stephen Christy. El 7 de julio de 2016, James Badge Dale fue elegido para el papel principal como un expolicía afectado por las muertes violentas de su esposa e hijo, que intenta encontrar a una niña desaparecida. El 27 de septiembre de 2016, Aaron Poole fue elegido para la película para interpretar a Paul, un aventurero al aire libre. La película es una coproducción entre Estados Unidos, Reino Unido y Sudáfrica.

### Rodaje
La fotografía principal de la película comenzó el 31 de agosto de 2017 en Edwardsville, Illinois, donde se realizaron algunas filmaciones en el juzgado del condado de Madison. La filmación también tuvo lugar en el puente Chain of Rocks y se trasladó a otro lugar no revelado después de tres días.

## Estreno
The Empty Man fue estrenada en cines el 23 de octubre de 2020 por 20th Century Studios. La película estaba originalmente programada para estrenarse el 7 de agosto de 2020, pero se retrasó hasta el 4 de diciembre debido a la pandemia de COVID-19, antes de pasar a su fecha actual tras el cambio de Muerte en el Nilo.

## Recepción

### Taquilla
The Empty Man recaudó $1.3 millones en 2017 teatros en su primer fin de semana, terminando cuarto en la taquilla. El 53% de la audiencia era masculina, y el 53% también tenía más de 25 años.

### Crítica
The Empty Man no se proyectó con anticipación para los críticos. Las audiencias encuestadas por CinemaScore le dieron a la película una calificación promedio de "D+" en una escala de A+ a F, mientras que PostTrak informó que el 42% de los miembros de la audiencia le dio a la película una puntuación positiva, y un "terrible" 25% dijo que definitivamente la recomendaría.
Barry Hertz de The Globe and Mail le dio a la película 2/4, escribiendo: "Sin embargo, los productores no podrían haber elegido un título mejor. Después de que dejé mi proyección del viernes por la tarde, asistida por otras dos personas, me sentí lejos de estar satisfecho. Empty (vacío), podría decirse". Escribiendo para The Only Critic, Nate Adams le dio una" D- ", resumiendo que" corriendo dos horas y veinte minutos, The Empty Man - probablemente el primo bastardo dos veces eliminado de Nunca digas su nombre o Slender Man, no es una buena compañía, es un aburrimiento total".
Michael Gingold de Rue Morgue le dio a la película una crítica positiva, diciendo que "no es en absoluto la película que sus trailers están vendiendo, y en este caso, eso es algo bueno".